# ILoo
El iLoo (nombre corto de Internet loo) fue un proyecto cancelado por Microsoft para desarrollar un retrete portable que tuviera conexión a internet y Wi-Fi. El iLoo fue descrito como un retrete portable con Wi-Fi, una pantalla de plasma ajustable, un teclado inalámbrico, un sistema de seis altavoces, y papel higiénico estampado con sitios web populares. El iLoo también iba a contar con una pantalla y teclado extra en el exterior.
El proyecto fue anunciado por MSN UK el 30 de abril de 2003, y fue ridiculizado enormemente antes de ser declarado como un engaño por Microsoft el 12 de mayo del mismo año. El 13 de mayo se llevó a cabo otra rueda de prensa de Microsoft declarando que, aunque en proyecto no había sido realmente un engaño, había sido cancelado porque promocionaría muy poco la marca MSN. Desde entonces, ha habido especulaciones sobre la cancelación real del proyecto. El iLoo fue descrito posteriormente como un desastre de relaciones públicas por el sitio web Online Journalism Review.

## Descripción
El iLoo fue diseñado para ser un retrete portable con conexión Wi-Fi que permitiría a los usuarios navegar por internet mientras hacían uso del retrete. Internamente, el equipo tendría una conexión de banda ancha 802.11b, un teclado inalámbrico a prueba de agua, una pantalla de plasma con el sistema operativo Windows XP Professional, un sistema de sonido de seis canales debajo del lavamanos, papel higiénico grabado con URLs populares y un retrete de succión. Externamente, la facilidad tendrían un logo de MSN con una pantalla de plasma adicional y un teclado para los clientes que estuvieran esperando. Un guardia de seguridad estaría estacionado cerca de la unidad para asegurar que se estaba haciendo un uso correcto de la misma y para prevenir que la cabina fuera robada. El iLoo debutaría «en la mayoría de los festivales de verano». Asimismo, el iLoo debutaría sólo en Gran Bretaña.

## Línea de tiempo de relaciones públicas
El proyecto fue anunciado el 30 de abril de 2003 en una conferencia de prensa organizada por MSN UK, la subsidiaria en Gran Bretaña de MSN, como parte de «una serie de iniciativas que se enfocaban en el cambio de cómo usamos la red mientras evoluciona constantemente.» En la conferencia de prensa se declaró que:

El sitio web más popular del Reino Unido, msn.co.uk, está creando el primer ‘retrete con internet‘. El iLoo será portable y forma parte de la misión de MSN de permitir la conexión instantánea en ‘cualquier lugar y a cualquier hora‘.
MSN está en proceso de convertir un retrete portable en la creación de una experiencia única para los usuarios de internet. Los usuarios serán capaces de sentarse, usar el teclado inalámbrico y acceder a la red.

También se declaró en la conferencia de prensa que «MSN está en pláticas de negociación con productores de papel higiénico para producir papel especial para aquellos que necesitan una inspiración de URL.»
La noticia del iLoo circuló entre los medios de comunicación más importantes. La historia se volvió una de las noticias más compartidas por correo electrónico en Yahoo! News el 1 de mayo de 2003, al ser reenviada más de 4,000 veces. El iLoo fue ridiculizado y la prensa lanzó muchas críticas a Microsoft y MSN. El 10 de mayo el periódico The Inquirer publicó una historia en la cual Andrew Cubbit alegó que «Micrisoft robó idea del iLoo» de su propia invención, el i-Loo. El 12 de mayo, Microsoft anunció que el iLoo fue un «engaño perpetuado por su división británica» llamándolo una «broma de abril». Asimismo, la compañía pidió una disculpa por la confusión. Sin embargo, la Associated Press declaró que ellos habían recibido previamente la confirmación del proyecto de dos subsidiarias de Microsoft: Waggener Edstrom Worldwide y Red Consultancy. El periódico Seattle Post-Intelligencer también declaró que recibió información de la compañía Waggener Edstrom.
El 13 de mayo de 2003, Microsoft se retractó de su anuncio anterior y declaró que el iLoo había sido un proyecto legítimo que estaba planeado para salir en Inglaterra durante la temporada de festivales musicales, pero había sido cancelado por ejecutivos en Redmond, Washington quienes creyeron que el iLoo no era apropiado con la decisión final hecha por el vicepresidente de MSN, David Cole. La gerente de productos de MSN, Lisa Gurry, declaró que el proyecto «realmente no estaba enfocado a un mercado global». Microsoft se disculpó nuevamente por la falta de comunicación declarando que «la confusión sobre la legitimidad del producto fue causada por personas que hablaron antes de conocer toda la información». Antes de la cancelación, un prototipo del iLoo estaba en las «etapas tempranas de construcción». MSN permite a las unidades regionales el diseño y desarrollo de sus campañas de mercadotecnia, y la división de Reino Unido ha desarrollado una reputación de campañas innovadoras, en esta caso involucrando humor británico. El iLoo, diseñado por el Reino Unido como parte de una iniciativa de mercadotecnia, tenía la «intención de se el siguiente producto en la línea de iniciativas en el Reino Unido involucrando la introducción del internet en lugares interesantes, incluyendo los proyectos MSN Street, MSN Park Bench y MSN Deckchair». Las iniciativas previas fueron bien recibidas. Microsoft declaró que la compañía realizaría una serie de discusiones internas para aclarar el asunto.

## Reacción
Aunque el producto no fue lanzado públicamente, muchos se preguntaron si «Microsoft había perdido la cabeza» y el producto fue muy ridiculizado. Muchos críticos declararon que el producto era un desperdicio de dinero y estaba destinado a fracasar. Se levantaron sospechas sobre cómo el iLoo serviría a las personas que esperaran fuera de la cabina, qué tan higiénico sería compartir un teclado en un baño público, y qué pasaría si el teclado estuviera lleno de orina. Muchos críticos también se preguntaron si los usuarios estarían el tiempo suficiente en el retrete para hacer uso de internet.
El iLoo, dada su relación con el baño, mantuvo a MSN y Microsoft susceptible a bromas, especialmente porque el eslogan de mercadotecnia de Mircrosoft era en ese entonces «¿A dónde quieres ir hoy?» El periódico Herald Sun escribió que el «iLoo es, indudablemente, una buena noticia – principalmente para periodistas con buenas bromas»; mientras que el Seattle Times escribió que «ahora la compañía tiene un problema de credibilidad así como una cara roja.» Otros periódicos publicaron títulos muy humorísticos: La tecnología de Microsoft se dirige al retrete del San Francisco Chronicle, El retrete mezcla ceros con unos y dos del Washington Post, entre otros.
El producto ha sido estudiado como un ejemplo de desastre de relaciones públicas y como ejemplo de engaño de internet. La respuesta del departamento de relaciones públicas de Microsoft respondió que también se consideró al iLoo como uno de los productos más pobres en la historia de la compañía.
La publicidad negativa del iLoo terminó hasta el lanzamiento de MSN Radio el 12 de mayo de 2003. Desde entonces, ha inspirado un gran número de parodias.

## Controversia del i-Loo
Después de leer un artículo sobre el iLoo, Andrew Cubbit, inventor del producto similar i-Loo, escribió al periódico The Inquirer declarando que iLoo «suena muy similar... y ahora parece que las personas inteligentes de Microsoft han decidido llamado el i-Loo, ¡el mismo nombre que el mío!» Cubitt declaró posteriormente que si i-Loo «hacía todo lo que podía hacer el iLoo de Microsoft, pero también imprimía en papel higiénico y no tenía un teclado por razones higiénicas.» El i-Loo fue prototipado por Cubitt como parte de su tesis universitaria de Ingeniería en Diseño de Productos (2001) en la Universidad de Brunel. En una entrevista que concedió a The Inquirer, él declaró que como fue diseñado en la universidad, ellos poseían derechos de propiedad parciales del producto, así que estarán mirando la invención de Microsoft de manera cercana.
Formalmente, Microsoft nunca realizó un comentario sobre los argumentos de Cubbit y, en vez de eso, declaró inicialmente que el iLoo era una broma. Como resultado, Cubbit se preguntó si este había sido «un plan calculado para destruir a la competencia en etapas tempranas.» Cubitt declaró posteriormente que «ya que ellos han tachado mi idea de una broma, ahora jamás seré capaz de llevarla al mercado». Ni Cubitt, ni la Universidad de Brunel han tomado acciones legales en contra de Microsoft.
El iLoo fue descrito como:

El retrete i-Loo es un producto único diseñado para hacer más con el tiempo que pasas en el retrete. El producto te permite navegar en internet mientras estás en el baño e imprimir las páginas que desees en tu papel higiénico. El i-Loo revoluciona el concepto de la palabra descargar. La unidad provee información sobre nuevos productos, noticias recientes y resultados de la lotería mediante un software intuitivo y fácil de utilizar. La operación normal del retrete y el dispensador de papel higiénico es evidente.

El i-Loo tenía incluido un monitor en la pared del cubículo y una impresora especial que permitiría a los usuarios imprimir información en un rollo de papel higiénico estándar.
El navegador web del i-Loo fue presentado en 2003 en Londres, donde fue nominado a recibir el premio MFI Bright Sparks 2003. El i-Loo, el cual fue patrocinado por la marca de impresoras Epson, recibió mucha cobertura de prensa.